# Duisbourg FV 08
Maillots
Le Duisburger FV 08 est un club allemand de football localisé à Duisbourg en Rhénanie-du-Nord-Westphalie.

## Histoire
Le club fut fondé en juin 1908 sous l’appellation Hochfelder Fußball Club. L’équipe portait alors des maillots rayés rouges et blancs et des culottes blanches. Le premier terrain varia entre les Wanheimerstrasse, Eigenstrasse et Reichsstrasse.
Un uin an après sa fondation, le clulb rejoignit la Rheinisch-Westfälischen Spielverband (qui est de nos jours la Westdeutscher Fußballverband). 
En 1914, le club changea sa dénomination en Duisburger Fußballverein 08 et adopta les couleurs Vert et Blanc, qui sont encore les siennes de nos jours.
A la reprise des compétitions, après la Première Guerre mondiale, le Duisburger FV 08 évolua en la Kreisliga.
En 1933, le club remporta la Niederrhein Pokal. La même année, il termina second derrière le TuS Duisburg 99 et put accéder à la Gauliga Niederrhein, une des seize ligues (équivalent D1) qui furent créées sur les exigences du régime nazi dès son arrivée au pouvoir. En 1937, le club fut relégué, mais avait tout de même atteint les huitièmes de finale de la Tschammer Pokal (ancêtre de l’actuelle DfB-Pokal), après une victoire (0-1) contre le VfB Mühlburg. Le club fut éliminé par le Borussia Dortmund (1-3), lors d’un replay car le premier match s’était terminé sur le score de 1-1 après prolongation.
Après la guerre, le club fut dissous, mais rapidement reconstitué. Il reprit les compétitions en Bezirksklasse et monta directement en Landesliga. En 1949, le Duisburger Fußballverein 08 accéda à l’Oberliga West (équivalent D1). Il fut relégué après une seule saison.
Après avoir régresser dans la hiérarchie à la suite d'une réduction du nombre des équipes dans les ligues au début des années 1950, le cercle dut attendre 1962 pour remonter en 2. Liga West (niveau 4). Mais au milieu de la décennie, le FV 08 recula à nouveau.
Seule éclaircie, en 1966-1967, le club atteignit les demi-finales de le Westdeutschen Pokal, après avoir éliminé successivement: VfB Lohberg (2-0), Eintracht Duisburg 1848 (3-1), le VfR Neuss (1-0 après prolongation) et le SV Bayer 04 Leverkusen (1-0). Alemannia Aachen mit fin à la belle aventure par un très sec (1-5).
En 1982, le Duisburger FV 08 remonta en Verbandsliga Niederrhein. Le club en fut relégué en 1988, y remonta en 1991
En 1994, le Duisburger FV 08 (classé 5e) manqua de peu la montée en Oberliga Nordrhein.
Ensuite, le club dégringola les étages de pyramide du football allemand. En 1998, il quitta la Verbandsliga puis en 2003, il fut relégué de Landesliga puis recula de Kreisliga A en Kreisliga B en 2009. Après une saison, le club revint en Kreisliga A, qui est dans cette région, le 9e niveau de la hiérarchie de la DFB.

## Palmarès
- Vainqueur de la Niederrhein Pokal: 1933.